# Ogcodes niger
Ogcodes niger este o specie de muște din genul Ogcodes, familia Acroceridae, descrisă de Cole în anul 1919.
Este endemică în Utah. Conform Catalogue of Life specia Ogcodes niger nu are subspecii cunoscute.